# 국제연맹

1939년부터 1941년까지 사용되었던 국제연맹의 반(半)공식적인 엠블럼.

국제연맹(國際聯盟, 문화어: 국제련맹, 영어: League of Nations 리그 오브 네이션스[*], 프랑스어: Société des Nations 소시에테 데 나시옹[*], 스페인어: Sociedad de Naciones 소시에다드 데 나시오네스[*])은 제1차 세계 대전이 끝난 뒤인 1920년 당시 미국의 대통령이었던 우드로 윌슨의 제안으로 만들어진 국제 기구였다. 그러나 정작 제안자였던 미국은 상원의 베르사유 조약 비준 동의 거부로 참여하지 않았으며, 독일과 소련도 처음에는 가입을 거부당하는 등 출발부터 문제가 있었다.
국제연맹 상임이사국은 영국, 프랑스, 일본 제국, 이탈리아 왕국 4개국이었다. 그러나 국제연맹은 1930년대 이후부터 계속되는 국제적인 분쟁에 무기력한 모습을 보였으며, 제2차 세계 대전을 억제하는 데 아무런 역할도 하지 못하였다. 제2차 세계 대전 동안 지리멸렬하다가 결국 모든 업무, 위임통치령, 자산 등을 유엔(국제 연합)에 승계하면서 해체되었다.

## 개요
국제연맹은 국제 협력의 촉진과 국제 평화 및 안전을 유지한다는 일반적·정치적 목적을 갖는 국제 기구로서는 역사상 최초의 것이었다. 국제연맹 규약은 회원국이 전쟁에 호소하는 것을 원칙적으로 금지하고 그 상호간의 분쟁을 평화적으로 해결할 것을 명시했다. 또한, 평화 유지의 조건을 만들기 위하여 군비 축소의 필요성을 승인하고, 연맹 총회는 적용이 불가능하게 된 조약의 재심의, 계속되면 국제 평화를 위태롭게 할 상태에 대한 심의를 회원국에게 요구하기로 했다. 또한, 연맹 규약의 약속을 무시하고 전쟁에 호소한 회원국에 대해서는 다른 모든 회원국이 경제 제재를 할 것을 규정했고, 군사적 제재에 대한 가능성도 예정하고 있었다.
그러나, 연맹 규약의 규정은 많은 허점을 지니고 있었다. 또한, 연맹 자체가 제1차 세계 대전의 패전국에 대한 전승국의 전후 처리 문제 등을 유리하게 이끌고 나가려는 기구로서의 구실을 지니고 있었기 때문에, 독일·이탈리아·일본 등의 파시즘·군국주의의 침략 정책에 효과적으로 대처할 수 없게 되었고, 마침내 제2차 세계 대전의 발발로 국제연맹은 붕괴되고 말았다.
국제연맹은 군대를 조직하는 등의 군사적 제재를 내릴 수 없었으며, 경제적 제재를 내리는 것에 그쳤다. 이로 인해 국제 분쟁 해결에 효과를 발휘하지 못했음이 지적된다. 뿐만 아니라, 세계 속의 현실적 갈등에 효과적인 해결책을 제시할 수 없기도 했다. 그렇지만 국제 기구로는 사상 처음으로 모든 회원국의 의견 수렴을 시도했다고 평가된다.
만주사변에 관한 일본 제국에 대한 권고안과 에티오피아를 침공한 이탈리아 왕국에 대한 경제 제재 등 상임이사국과 관련된 분쟁에 대해서도 가능한 한 대응을 했다. 현재의 유엔에서는 상임이사국 관련 분쟁의 처리가 곤란한 점과 비교가 된다. 그 중에서도 유엔의 상임이사국에 일정한 우월적 지위가 있는 것과는 크게 비교가 되는 것이다.
가입국들이 대등한 입장에서 의사 결정에 참여하는 시스템은 평등의 견지에서 평가되어야 하는 것이지만, 실제로는 강대국이 약소국을 움직이게 하여 국제연맹의 여론을 만들 수 있었다는 비판도 있다.

## 배경
전쟁을 방지하고 평화를 유지하기 위하여 여러 나라가 하나의 조직을 만들려는 생각은 인류가 오랜 옛날부터 품어온 것이었다. 중세의 중엽부터 말엽에 이르기까지 종종 일어났던 봉건영주 사이의 전쟁을 방지할 목적으로 기독교적인 유럽 연대의 관념을 기초로 하는 몇가지 국제기구를 계획한 바 있었다. 이들 가운데 몇 가지는 1461년에 보헤미아의 왕 이르지 스 포데브라트(1420~1471)가 제기한 마리니의 계획이나, 프랑스와 왕 앙리 4세(1553~1610, 재위 1589~1610)가 주창한 1603년의 슈리 계획 등과 같이 실제로 군주가 제기하여 여러 국가간의 교섭의 대상이 되었던 적이 있었으나 실현되지는 못했다. 18세기에 들어와서도 성직자인 생피엘(1658~1743)의 영구평화안(1713)이나 독일 철학자 칸트의 ‘영구평화를 위하여’와 같이 평화유지를 위한 국제기구의 플랜이 제기되었다. 이러한 플랜은 실현되지 못하였는데, 그 이유는 당시의 국제관계가 발달되지 못했고, 국제기구의 성립을 가능하게 할 만한 정치적·경제적인 여러 조건들이 성숙하지 못하였기 때문으로 평가된다.
19세기 후반에 이르러 자본주의 경제의 발전과 함께 여러 국가간의 교통과 거래가 발달함에 따라 1865년의 국제전기통신연합(ITU), 만국우편연합(UPU)과 같은 행정적·기술적인 목적을 갖는 국제 기구가 다수 탄생하게 되었다.
국제 기구로까지는 도달하지 못했으나 평화 유지를 목적으로 하는 국제 협력의 기구로서 1815년에 성립한 신성동맹과 또한 1899년의 헤이그 평화 회의에서 설립된 상설중재재판소를 들 수 있다.

## 국제연맹의 설립 및 경위

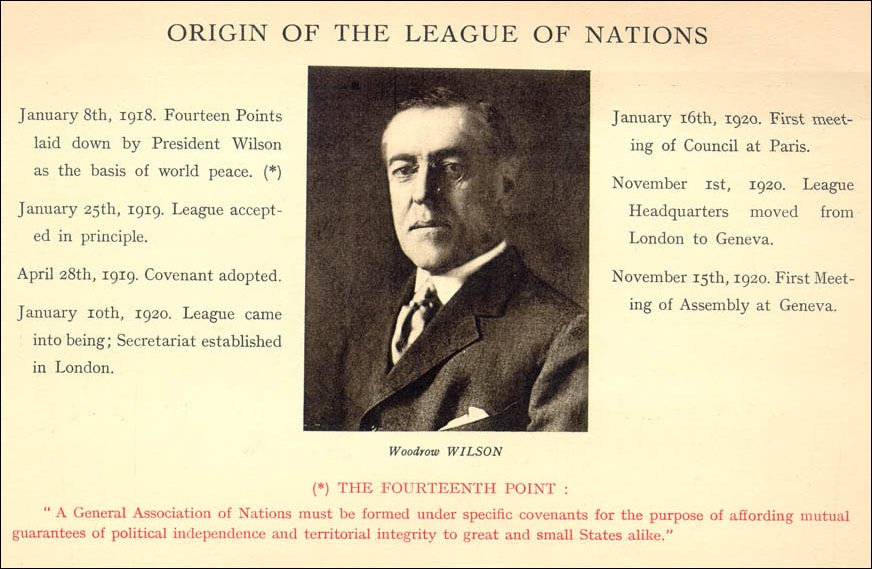
우드로 윌슨의 사진과 국제연맹의 기원에 대한 설명을 담은 기념 카드

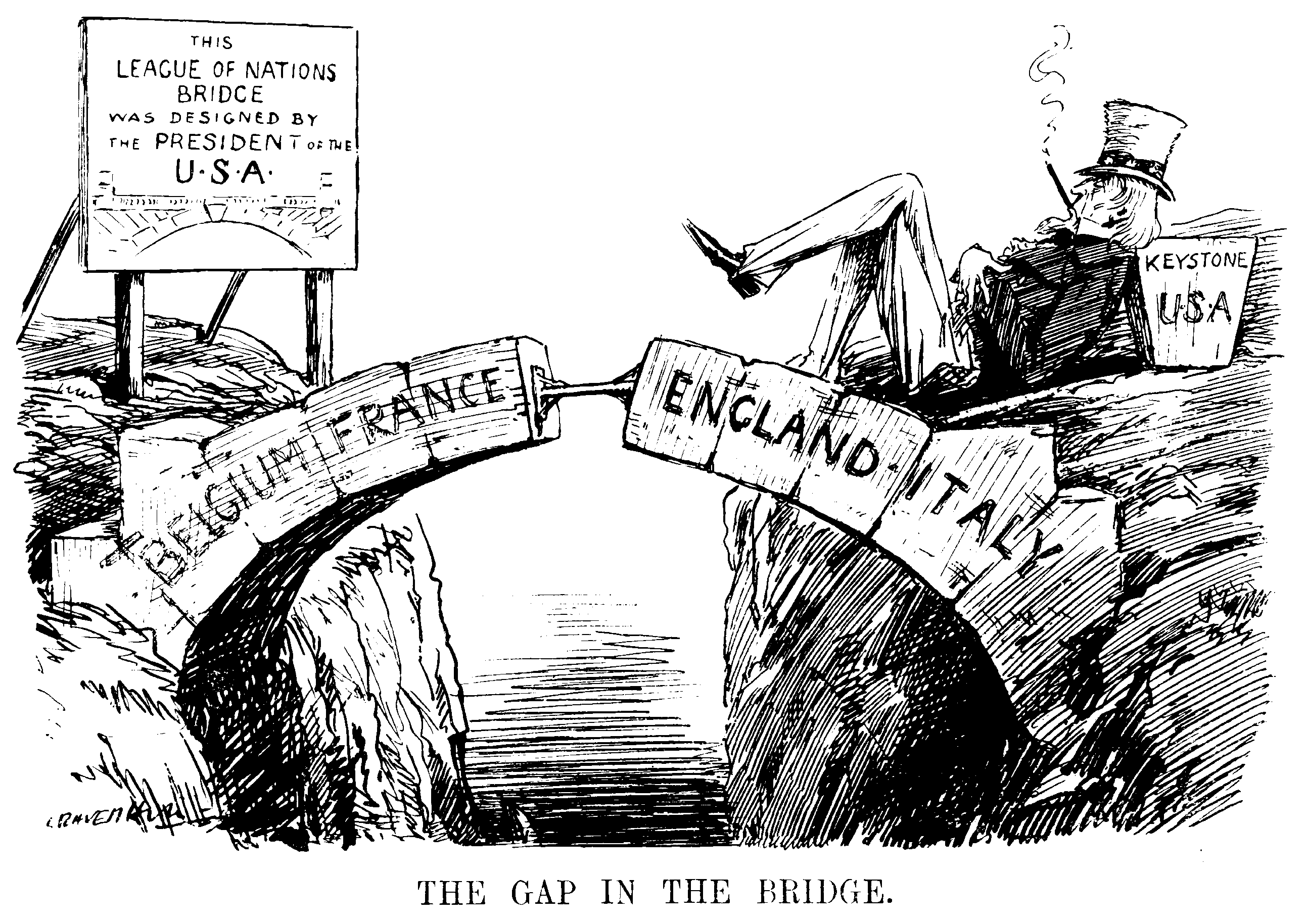
1920년 12월 10일에 발행되었던 잡지인 펀치에 실린 만평 (미국의 국제연맹 불참을 풍자하는 만평)

1919년 당시 미국의 대통령이었던 우드로 윌슨의 '평화 원칙'에 의해 제창되어 베르사유 조약 제 1장에 따라 국제연맹 규약이 결정됨으로써 설립되었다. 원래 회원국 42개국에서 1934년 소련의 가입 등으로 회원국 수가 60개국에 달했으나, 그 이후에는 탈퇴・제명 등으로 회원국 수는 감소세로 돌아섰다.
미국은 윌슨 대통령이 주창한 원칙을 기반으로 출발한 기구임에도 불구하고 먼로주의에 맞지 않는다며 당시 공화당이 절대 다수였던 미국 상원의 반대로 가입하지 않았다. 특히 1920년 3월 19일에는 미국 상원에서 국제연맹 규약 비준안이 표결에 부쳐지고도 찬성 49표, 반대 35표를 기록하여 정족수인 2/3에 미달하여 부결되었다.  또한 러시아 혁명 직후의 소련(1934년 가입)과 패전국인 독일(1926년 가입)은 당초 참여가 인정되지 않았다. 따라서 주요국의 불참에 의해 그 기초가 처음부터 충분한 것은 아니었다.
1920년대에는 소규모 분쟁을 해결한 성공 사례도 있지만, 제2차 세계 대전을 앞둔 1930년대에는 일본 제국과 나치 독일이 1933년에 탈퇴하였으며, 이탈리아 왕국도 1937년에 탈퇴했다. 이후에도 추축국 진영의 국가들의 탈퇴가 잇따라 대규모 분쟁 해결에 대한 한계를 노출했다. 1925년 코스타리카가 지역 분쟁 해결 실패를 이유로, 1926년 브라질이 상임이사국 진출 실패를 계기로 각각 연맹을 탈퇴했다. 1930년대 말부터 중남미 국가들의 탈퇴가 급증했다.
1933년 독일에서는 바이마르 공화국이 무너지고 나치 독일이 세워졌다. 그리고 국제연맹이 일본 제국의 만주 침략을 문제삼자 일본 제국이 탈퇴하였으며, 뒤를 이어 나치 독일이 탈퇴하였다. 그리고 1937년에는 이탈리아 왕국이 탈퇴하고 1939년에 베르사유 조약에 불만이 많았던 헝가리 왕국이 탈퇴했다.
제2차 세계 대전이 일어나자 사실상 집행이사회는 기능을 하지 못하였다. 1939년 12월 집행이사회에서 핀란드 침략(겨울 전쟁)을 이유로 소련을 제명시키고 집행이사회는 활동을 중지하였다. 그리고 유엔 출범 후인 1946년 4월 18일에 열린 제21차 총회에서 국제연맹은 투표를 통해 국제연맹의 해체와 동시에 자산의 유엔 이양을 결정하였으며, 국제사법재판소와 국제노동기구도 유엔에 인수되었다.

## 언어
영어, 프랑스어가 국제연맹의 공식 언어였다. 일부 회원국들은 에스페란토도 국제연맹의 공식 언어로 지정해 줄 것을 요구했지만 프랑스의 반대로 좌절되었다.

## 조직체
- 총회 (Assembly)

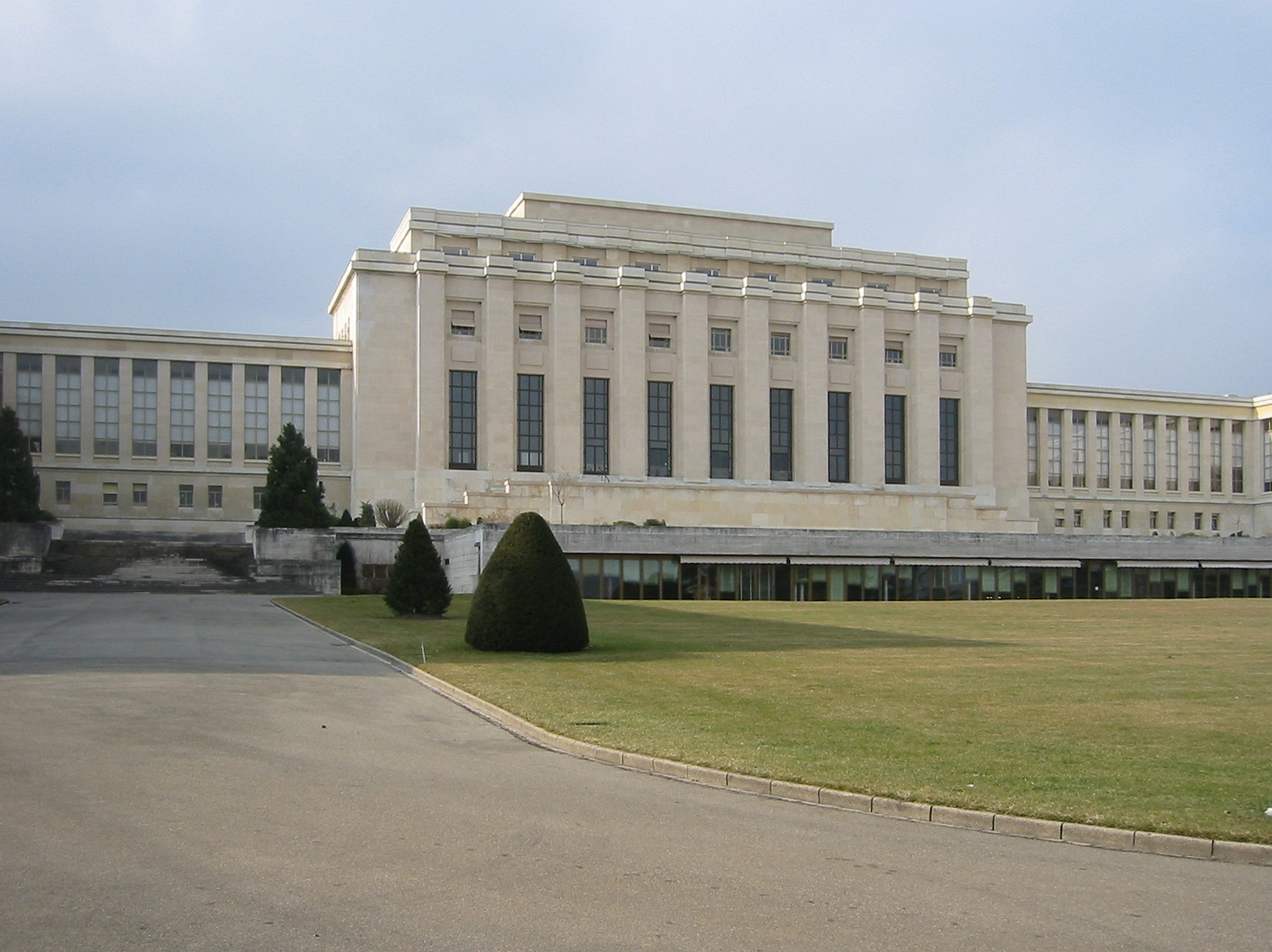
스위스의 제네바에 위치한 옛 국제연맹 본부. 지금은 유엔 유럽 본부로 쓰인다.

- 집행이사회 (Executive Council)
- 사무국 (Secretariat)
- 상설 국제 사법 재판소 (Permanent Court of International Justice)
- 국제 노동 기구 (International Labour Organisation)

위의 주요 조직 이외에도 상설 위임통치위원회, 상설 군사자문위원회, 군비축소위원회, 법률전문가위원회 등으로 구성되었다.
유엔과는 달리 국제연맹의 최고결정기관은 '집행이사회'가 아니라 총회였다. 또한 결정 방식은 '다수결'이 아닌 만장일치를 원칙으로 하고 있었다. 국제연맹 본부는 스위스의 제네바에 있었다.

### 역대 사무총장
역대 사무총장은 다음과 같다.
1. 제임스 에릭 드러먼드 (James Eric Drummond) - 재임기간 1920년 ~ 1933년, 영국 외교관 출신
2. 조세프 아베놀 (Joseph Avenol) - 재임기간 1933년 ~ 1940년, 프랑스 외교관 출신
3. 숀 레스터 (Seán Lester) - 재임기간 1940년 ~ 1946년, 아일랜드 외교관 출신

## 회원국

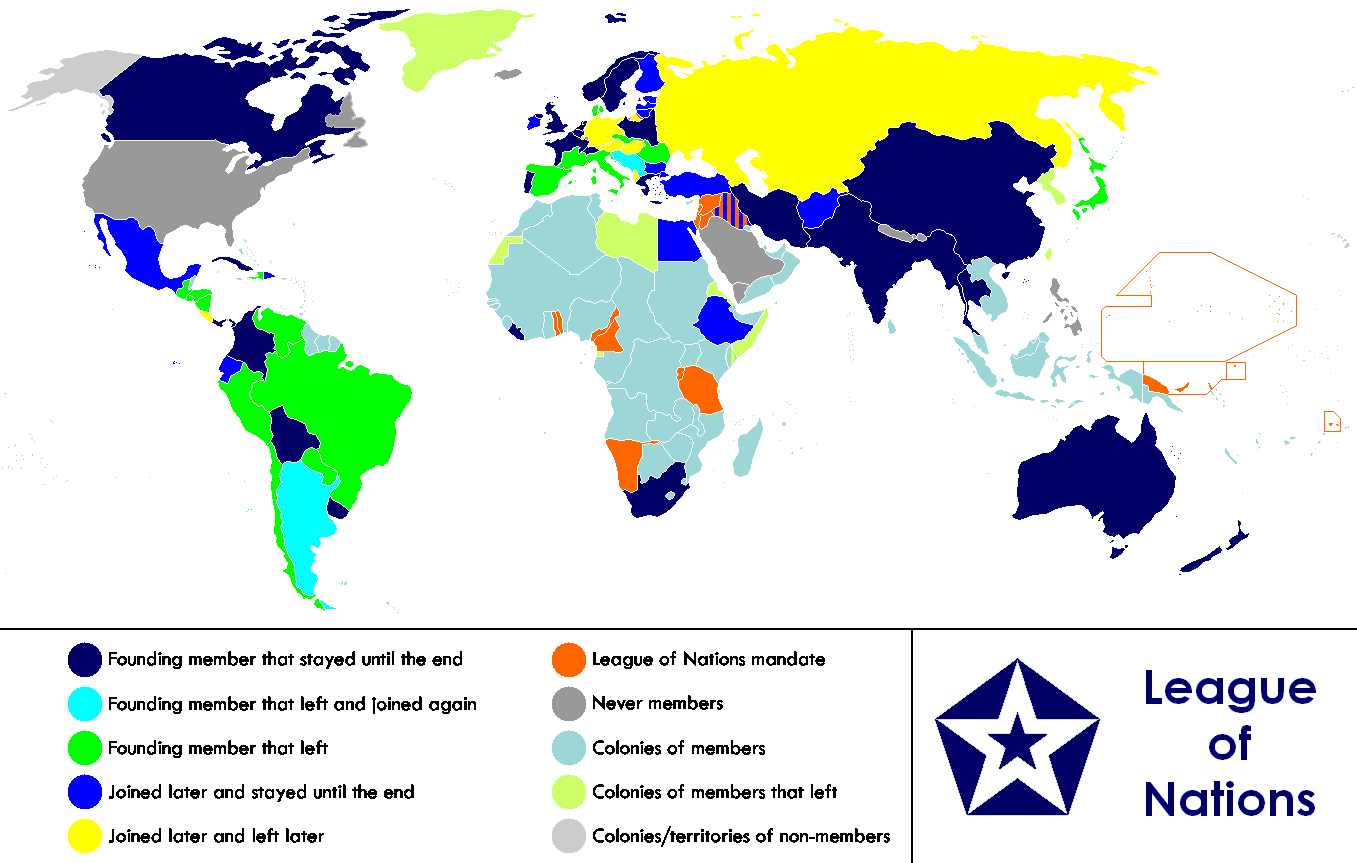
국제연맹 회원국
창립 당시부터 해체 때까지 함께한 회원국
창립 회원국으로서 중간에 탈퇴했다가 재가입한 나라
창립 회원국이었다가 탈퇴한 나라
나중에 가입해서 해체 때까지 함께한 나라
나중에 가입했다가 중간에 탈퇴한 나라
위임통치령
비회원국
회원국의 식민지
중간에 탈퇴한 나라들의 식민지
비회원국의 식민지

국제연맹에 가입한 원래의 회원국은 제1차 세계 대전 당시의 연합국과 국제연맹 가입을 권유받은 중립국을 합쳐 총 42개국으로 구성되었다(국제연맹 규약 제1조 제1항). 기타 국가나 완전한 자치를 하고 있는 영지(領地)·식민지는 국제적 의무를 성실히 지킨다는 확약과 군비에 관하여 연맹이 결정한 준칙을 수락한다는 전제하에 총회의 3분의 2의 동의를 얻어 회원국이 될 수 있었다(동 1조 2항). 이렇게 하여 가입한 회원국은 1920년에는 6개국, 1921년에는 3개국, 1923년에는 2개국, 1934년에는 회원국이 가장 많은 63개국으로 늘어났다.
회원국은 2년에 걸친 예고(豫告)를 통해 연맹을 탈퇴할 수 있었다. 단 탈퇴할 때까지 모든 국제적 의무와 국제연맹 규약상의 의무를 이행한다는 것을 조건으로 했다(동 1조 3항). 이 규정에 따라 국제연맹을 탈퇴한 나라는 독일·이탈리아·일본 등 도합 17개국에 달하였고 다른 나라에 병합된 나라(오스트리아·알바니아), 제명된 나라(소련)를 제외하면 1939년 말에는 회원국이 45개국으로 감소되었다.
국제연맹의 제창국으로 알려졌던 미국은 끝내 국제연맹에 가입하지 않았다. 이는 국제연맹의 무력함을 입증하는 계기가 되어서 제2차 세계 대전을 사전에 방지하지 못한 부실한 계기도 마련하였다.
국제연맹 출범 당시 초기 상임이사국은 영국, 프랑스, 일본 제국, 이탈리아 왕국 4개국이었는데, 1926년에 독일(바이마르 공화국)이 합류하면서 5개국이 되었다. 그러다가 1933년에 일본 제국과 나치 독일이 국제연맹에서 탈퇴하면서 3개국이 되었다가, 1934년에 소련이 합류하면서 다시 4개국이 되었다. 그러다가 1937년에 이탈리아 왕국이 국제연맹에서 탈퇴했고, 1939년에 소련이 국제연맹에서 제명되면서 프랑스, 영국 2개국만 남게 되었다.

## 위임통치령
국제연맹의 위임통치령으로는 다음과 같은 곳들이 있었다.

### 아시아·아프리카

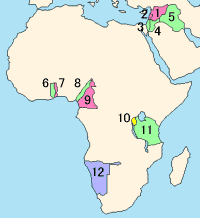

#### 아시아
1. 시리아
2. 레바논
3. 팔레스타인
4. 트란스요르단
5. 메소포타미아

#### 아프리카
6. 동토고
7. 서토고
8. 동카메룬
9. 서카메룬
10. 루안다-우룬디
11. 탕가니카
12. 남서아프리카

### 오세아니아

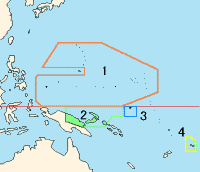

1. 남양 군도
2. 뉴기니 지역
3. 나우루
4. 서사모아

## 연맹의 해체
1939년 나치 독일의 폴란드 침공을 시작으로 이듬해인 1940년 회원국이었던 프랑스가 나치 독일에 침공을 당하였고 같은 해 회원국인 영국마저도 나치 독일의 공습을 받으면서 국제연맹은 점차 무력화되어가게 되었고 결국 제2차 세계대전이 종전되면서 1946년에 공식 해체되었다. 그리고 국제연맹의 후신으로 1945년 10월에 현재의 국제연합(UN)이 창설되어서 국제연맹에서 맡았던 직무는 UN으로 이양되었다.

## 결론
국제연맹은 제1차 세계 대전을 겪은 세계 여러나라들 사이에서 세계평화와 안전을 유지하자는 목적으로 세워진 국제기구였지만 제창국인 미국이 당초부터 국제연맹에 가입하지 않았고 미국 정부마저도 국제연맹 가입에 대해서 소홀한 것으로 알려져서 처음부터 무력하게 진행되었으며 여기에 이탈리아 왕국의 에티오피아 침공을 막아내지 못하고 나치 독일의 폴란드 침공과 프랑스 침공을 막지 못하였던 무력한 점이 비판을 받아왔고 일본 제국의 태평양 전쟁까지 막아내지 못하면서 후신으로 출범하는 현재의 국제연합과는 달리 전쟁을 막아내지 못하였던 무력한 국제기구로 남게 되었다. 또한 미국이 나서지 못하였던 것과 태평양 전쟁 이전까지는 중립을 유지하였던 것도 무력한 기구에 영향을 주었으며 끝까지 상임이사국으로 남았던 프랑스가 나치 독일의 침공을 받았고 영국마저도 나치 독일의 공습으로 타격을 입은 것도 영향을 주었다.

## 같이 보기
- 리튼 조사단

## 참고 자료
- 이 문서에는 다음커뮤니케이션(현 카카오)에서 GFDL 또는 CC-SA 라이선스로 배포한 글로벌 세계대백과사전의 내용을 기초로 작성된 글이 포함되어 있습니다.